# André Voisin

Andre Marcel Voisin (Dieppe, 7 de Janeiro de 1903 – Havana, 21 de dezembro de 1964). Foi um cientista e pesquisador francês, responsável pelo desenvolvimento da técnica agropecuária conhecida como Pastoreio Racional Voisin, nome dado em sua homenagem.

Diplomado em Física-Química pela Escola Superior de Física-Química de Paris, com a mais alta promoção, superando à de Marie Curie; diplomado pela Universidade de Heildelberg, Alemanha;  doutor Honoris Causa das: Universidade de Bonn, Universidade de Moscou, Universidade Laval e Universidade de Havana; laureado pela Academia de Ciências da França e pela Academia Veterinária da França.

## Obras
1. Produtividade do pasto – 1957
2. A vaca e seu pasto – 1958
3. Solo, pasto, câncer – 1959
4. Dinâmica das pastagens – 1960
5. Tetania do pasto – 1961
6. Adubos : novas leis científicas de sua aplicação – 1963
7. Influência do solo sobre o animal através das plantas – 1964